# Gerlosberg
Gerlosberg település Ausztriában, Tirolban a Schwazi járásban található. Területe 16,19 km², lakosainak száma 475 fő, népsűrűsége pedig 29 fő/km² (2014. január 1-jén). A település 1050 méteres tengerszint feletti magasságban helyezkedik el.

## Fordítás
- Ez a szócikk részben vagy egészben  a   Gerlosberg című angol Wikipédia-szócikk ezen változatának fordításán alapul.  Az eredeti cikk szerkesztőit annak laptörténete sorolja fel. Ez a jelzés csupán a megfogalmazás eredetét és a szerzői jogokat jelzi, nem szolgál a cikkben szereplő információk forrásmegjelöléseként.